# ديفيد إزرائيل
ديفيد إزرائيل (بالإنجليزية: David Israel)‏ هو منتج تلفزيوني أمريكي، ولد في 17 مارس 1951.